# 広島県道・岡山県道107号奈良備中線
広島県道・岡山県道107号奈良備中線（ひろしまけんどう・おかやまけんどう107ごう ならびっちゅうせん）は、広島県神石郡神石高原町から岡山県高梁市に至る一般県道である。

## 概要
広島県神石郡神石高原町新免から岡山県高梁市備中町東油野に至る。

### 路線データ
- 起点：広島県神石郡神石高原町新免（国道182号交点）
- 終点：岡山県高梁市備中町東油野（岡山県道33号新見川上線交点）
- 総延長：15.1 km

## 路線状況
幅員は1.5車線前後で、カーブが多く見通しが悪い。また、断崖の下を通っているため落石が多く、注意を促す標識や看板が随所に設置されている。

### 道路施設

#### トンネル
- 岡山県
  - 加合木隧道：延長35 m、1967年（昭和42年）竣工、高梁市
  - 佐原目隧道：延長38 m、1971年（昭和46年）竣工、高梁市
  - 笠神隧道：延長53 m、1965年（昭和40年）竣工、高梁市
  - 竹之瀬隧道：延長34 m、1965年（昭和40年）竣工、高梁市

## 地理

### 通過する自治体
- 広島県
  - 神石郡神石高原町
- 岡山県
  - 高梁市

### 交差する道路
| 交差する道路                        | 都道府県名 | 市町村名 | 市町村名   | 交差する場所 | 交差する場所 |
| ----------------------------------- | ---------- | -------- | ---------- | ------------ | ------------ |
| 国道182号 国道314号 重複            | 広島県     | 神石郡   | 神石高原町 | 新免         | 起点         |
| 広島県道・岡山県道105号前原谷仙養線 | 広島県     | 神石郡   | 神石高原町 | 小野         |              |
| 岡山県道313号大野部備中線           | 岡山県     | 高梁市   | 高梁市     | 備中町西山   |              |
| 岡山県道33号新見川上線              | 岡山県     | 高梁市   | 高梁市     | 備中町東油野 | 終点         |

### 沿線
- 成羽川
- 新成羽川ダム（備中湖）
- 田原ダム